# 安岐真人
安岐 真人（あき まさと、1945年1月11日 - ）は、香川県小豆郡土庄町出身の元ボートレーサー。
パンチパーマのヘアスタイルに、人を射抜くような大きな瞳、古武士を思わす濃い眉と口ひげの風貌から畏怖をこめて通称を「瀬戸の大魔神」・「不動の水上要塞」・「闘将」と呼ばれていた。
兄の安岐義晴と娘の安岐奈緒子も元ボートレーサーである。

## 経歴・人物
香川県立土庄高等学校卒業後は岡山県玉野市で市役所の総務課職員となるが、仕事が面白くなく、出世の見込みもないことから見切りをつけ、兄の義晴の勧めを受け競艇選手を志すようになった。3ヶ月の養成期間を経て、1964年5月に地元の丸亀でデビュー。同期には山本泰照、田中理がいる。初出走で1着となると2走目も連勝し、さらに最終日の優勝戦を優勝。安岐は優勝に気分を良くしたが、連合会の幹部に「お前が勝ったんのと違うからな。エンジンが勝ったんだからな。勘違いするなよ」と釘を刺されたという。デビューから1年でA級に昇級し、やがて安岐は香川を代表する競艇選手と評されるようになり、その存在は徳島のエース格の中道善博とよく比較されていた。しかし引退まで「若手の壁」に君臨し続けた中道に比べると内弁慶的なムラっ気があり、中道との対戦は安岐の一方的な負け越しであった。1981年には後期適用勝率で日本一になった以外、安岐はビッグレースの優勝戦での2着が多かったことから「万年2位の名人」「無冠の艇王」などと呼ばれた時期もあったが、1987年に第2回賞金王決定戦競走でSG初制覇を果たす。この時42歳と遅咲きであり、その後は「テクニックで勝てる時代が来たからのう」と1988年の第15回笹川賞競走（住之江）でSG・2勝目を挙げる。この時のインタビューでアナウンサーから「それは涙ですか、汗ですか」と問われた際、安岐は「汗です、目から汗が出た。」と高見山大五郎の名台詞を引用したコメントを残している。この年は「安岐時代」が来ると思われていたが、1989年11月11日に児島で転覆事故を起こす。後続艇のプロペラに巻き込まれた安岐は顔面に裂傷を負い、左足膝の骨が砕け、さらに左手に裂傷を負い、親指と中指の骨を折る大怪我で、この負傷は再起不能の可能性もあると囁かれるほどであった。5か月の欠場を余儀なくされた。その後も1990年6月に鳴門でプロペラが顔面を直撃して1ヶ月間欠場、9月に丸亀で左足を負傷し骨折・靭帯切により3ヶ月間欠場と欠場が相次いだ。その後の安岐は、低迷と好調のムラっ気が続く事になるが、1993年の第3回GC決定戦競走（住之江）で優勝。「若いもんを当てにしとっても勝てん」とレースでは常に攻め続け、1995年に地元の丸亀で行われた第42回全日本選手権競走で最年長制覇。モーターボート記念競走に8度優出しながら優勝できずにいたが、1997年の第43回（若松）において9度目の優出にして初優勝を果たす。地元の植木通彦が人気を集めていたが、安岐は5コースから捲り差しを決めて快勝。この時の安岐は52歳7ヵ月で、1993年の全日本選手権競走を49歳11ヶ月で優勝した長嶺豊の記録を更新し、2025年時点でもSG優勝の歴代最年長記録となっている。多少強引でも前付けからインを奪って逃げるのが得意とし、2000年の第47回全日本選手権競走（戸田）では予選トップの吉川元浩を進入ひとつで軽くあしらって準優勝戦を勝ち、優出を果たす。同年の四国地区選手権競走（丸亀）が最後のGI制覇、12月5日の鳴門一般戦「松茂町ほか2町開設32周年記念競走」が最後の優勝となる。2001年6月の第11回GC決定戦競走（唐津）でアキレス腱を痛めてレースから遠ざかり、同年の第47回モーターボート記念競走（多摩川）に丸亀代表として選ばれるも、怪我で欠場。2004年7月4日の丸亀「一般競走」が最後の優出（4号艇3コース進入で4着）となり、2005年4月23日の戸田GI「第6回競艇名人戦競走」5日目7Rで最後の勝利となる通算2123勝目（3号艇4コースからまくり勝ち）を挙げ、翌24日・最終日9R戸田選抜戦が最後の出走（3号艇3コース進入で4着）となった。同年引退。
SG5勝（SG優出32回）、GI22勝を含む77回の優勝を果たし、生涯獲得賞金額は、16億8906万2544円を数えた
引退後は「しばらくは競艇界の垢を落としたい」と言って、中道のように目立った評論家活動はしていないが、一時期には、デイリースポーツに「魔人参上!!」というコラムを不定期に掲載していた。
2007年、ボートレースの殿堂入りを果たした。
現在はその功績を称え、ホームプールであった丸亀で「安岐真人杯争奪瀬戸の大魔神大賞」を年に1度開催している。

## エピソード
- 1996年の日本ダービー著名人予想対決と呼ばれるスポーツ紙の企画[19]に中道と共に出演した安岐は、中道同様に本命・フサイチコンコルドを推す。しかし、安岐は全く競馬の知識はなく、フサイチコンコルドを選んだ理由に「一は優勝だから縁起がいい」と言う理由からで、中道の「前走の阪神の短い直線で見せた切れ味のすごさは、府中でさらに効果がある」と正反対であった。

## 獲得タイトル
※太字はSGレース
- 1969年 - 多摩川開設15周年記念競走
- 1974年 - 四国地区選手権競走（丸亀）
- 1977年 - 戸田開設21周年記念競走
- 1979年 - 宮島開設25周年記念競走
- 1981年 - 蒲郡開設26周年記念競走
- 1985年 - 児島開設33周年記念競走
- 1986年 - 丸亀開設34周年記念競走、唐津開設32周年記念競走
- 1987年 - 第2回賞金王決定戦競走（住之江）
- 1988年 - 第15回笹川賞競走（住之江）、丸亀開設36周年記念競走、徳山開設35周年記念競走
- 1991年 - 丸亀開設39周年記念競走
- 1993年 - 第3回グランドチャンピオン決定戦競走（住之江）
- 1994年 - 丸亀開設42周年記念競走、三国開設40周年記念競走
- 1995年 - 第42回全日本選手権競走（丸亀）、住之江開設38周年記念競走、宮島施設改善記念特別競走
- 1996年 - 四国地区選手権競走（丸亀）、三国開設42周年記念競走
- 1997年 - 第43回モーターボート記念競走（若松）
- 1999年 - 丸亀開設47周年記念「京極賞」競走
- 2000年 - 四国地区選手権競走（丸亀）